# Чарльз Фінн (ватерполіст)
Чарльз Фінн (англ. Charles Finn, 28 липня 1899 — 13 січня 1974) — американський ватерполіст.
Бронзовий призер Олімпійських Ігор 1932 року, учасник 1936 року.